# Theatertreffen der Jugend
Das Theatertreffen der Jugend ist bundesweiter Jugendtheaterwettbewerb für junge Theatergruppen, die aus Jugendlichen von 11 bis 21 Jahren bestehen. Er findet seit 1980 jährlich statt. Der Wettbewerb wird neben dem Treffen Junger Autoren, dem Treffen Junge Musik-Szene und dem Tanztreffen der Jugend durch die Berliner Festspiele im Auftrag des Bundesministeriums für Bildung und Forschung ausgerichtet. Schirmherr des Theatertreffens der Jugend ist der Bundespräsident.

## Verlauf des Wettbewerbes
Zur Bewerbung zugelassen sind sowohl Eigenproduktionen als auch Textadaptionen und -realisationen. Eine Jury aus Theaterfachleuten wählt aus den Einsendungen zunächst 20 Theatergruppen in eine engere Wahl. Diese Theaterproduktionen werden vor Ort von der Jury angesehen. Im Anschluss an die Theateraufführung findet ein Aufführungsgespräch statt. Aus der engeren Wahl wählt die Jury acht Preisträger.
Die Ausschreibungsphase des Wettbewerbs startet im Oktober eines jeden Jahres und wird auf der Homepage der Berliner Festspiele bekannt gegeben. Das Auswahlverfahren ist bis Ende März des folgenden Jahres abgeschlossen.

## Preise
Der Preis für die ausgewählten Theatergruppen ist die Teilnahme am achttägigen Theatertreffen der Jugend in Berlin. Im Mittelpunkt des Treffens stehen die öffentlichen Aufführungen der ausgewählten Theaterproduktionen. Darüber hinaus bietet das Theatertreffen der Jugend ein umfangreiches Rahmenprogramm bestehend aus Workshops und Gesprächen zwischen Jugendlichen und Fachleuten aus dem Theater- und Medienbereich. Jede der Theatergruppen, die zwar in die engere Wahl kam, aber nicht zu den Preisträgergruppen gehört, darf bis zu zwei Delegierte zum Treffen senden, die am Festivalprogramm teilnehmen dürfen.

## Forum
Das Forum des Theatertreffens der Jugend bündelt alle Angebote, die sich an Spielleiter, Lehrer und Studierende wenden. Das Forum besteht aus den Teilen PRAXIS mit den bewährten Fachforen und Workshops, DIALOG mit den Aufführungsgesprächen und FOKUS mit einem jährlich wechselnden Schwerpunkt.

## Ehemalige Teilnehmer
Heute erfolgreiche ehemalige Teilnehmer sind unter anderem Sandra Hüller, Florian Lukas und Julia Richter.